# 簡單日語
簡單日語（日语：／ yasashii nihongo */?）是指透過使用簡單表達、簡化句子構造、對漢字註上振假名等方式，令不諳日語的外國人更易理解的日語。也被称为“简明日语”。

## 減災方面
1995年發生的阪神・淡路大震災中，有不少受災者是在日外国人。事後調查發現，有外國人未能理解與避難所及生命線有關的資訊，在地震中遇到困難。在日外国人的母語各有不同，而災害發生時，資訊亦很難即時翻譯成多國語言。
弘前大学的佐藤和之等人據此進行研究，提出經過斟酌的「簡單日語」，有日本語能力試驗旧3級左右日語能力（小学3年生的学校文法）即可理解。
1999年3月，弘前大学社会言語学研究室網站發布「發生災害時幫助外国人指南（弘前版）」，載有具体草稿文及地圖，以簡單日語傳遞災害及避難資訊。指南經過特別設計，更換地名後可在日本各地使用。
2005年及2013年，指南增補改訂。網站並提供簡單日語的說明冊及製作指引，供下載列印。
2016年，弘前大学社会言語学研究室製作並發布《簡單日語用字用語辞典》（やさしい日本語用字用語辞典），收錄災害發生72小時後的生活必須用語，約7600詞。
2020年1月17日、弘前大学社会言語学研究室的網頁關閉。並公告「不要將『簡單日語』用於商業用途」。

## 共同語言方面
在日本定居的外国人不斷增加，国立国語研究所的調查顯示，62.6％的定居外国人表示「日語」是他們能理解的外語，「英語」則為44％。庵功雄等人的研究團隊認為，外国人移住者是支撐未來日本社会中不可或缺的存在，需要對他們進行「補償教育（compensatory education）」，並提議日本人方面不應一味只要求外国人學日語，在磨合過程中可用最基本的「簡單日語」互相溝通。
庵功雄等人也认为，简单日语不仅对外国人起到作用，对于本身以日语为母语的人群亦有实际意义，并可以指导学术写作等非外国人交流场景。

## 用例
現時，日本全国各自治體及各種團體、社區FM，在面向外国人的資訊雜誌、防災指南等處可見使用「簡單日語」。
2012年4月1日，日本放送協會（NHK）報道局開設使用簡單日語的公開實驗網站「NEWS WEB EASY」，刊載NHK新聞。此舉在日本乃至世界獲得積極反響。　
2015年9月10日，NTT DOCOMO發放災害資訊的Area Mail開始支援「簡單日語」設定。
一些日本的自治体陆续提供基于简单日语的资讯和生活帮助。
日本NHK在官网网站提供简明日语的教学资源。

## 外部連結
- 弘前大学人文学部社会言語学研究室 （页面存档备份，存于）
  - 減災用「簡單日本語」 （页面存档备份，存于）
  - 「簡單日本語」目錄 （页面存档备份，存于）
- 「簡單日本語」研究團隊主頁 （页面存档备份，存于）
- NEWS WEB EASY （页面存档备份，存于） - NHK Online